# Деми, Валентине
Валентине Деми (итал. Valentine Demy; настоящее имя Мариса Парра (итал. Marisa Parra); род. 24 января 1963) — итальянская актриса, снимавшаяся и в порно.

## Биография
Мариса Парра родилась в Пизе. Псевдоним взяла в честь одного из персонажей комиксов художника Гуидо Крепакса. Деми начала свою кинокарьеру в конце 1980-х годов, участвуя в эротических фильмах, таких как «Бар-закусочная «Будапешт»» и «Паприка», но появлялась и в других фильмах, к примеру, «Загоревшие» Бруно Габурро. Однако официальный дебют в порно произошёл в 1994 году.
В 2006 году на короткое время была президентом футбольного клуба «Понтедера», на то время выступавшего в Серии D.
Состоит в браке с Роберто Беллагамбой, многократным чемпионом мира по культуризму.